# Ruínas do Vihara Budista de Paharpur
O Vihara Budista de Paharpur é um património mundial no Bangladesh. Evidência da elevação do budismo Mahayana em Bengala no século VII. Este mosteiro, conhecido como Somapura Mahavira, ou Grande Mosteiro, era um centro intelectual renomado até o século XVII. O seu plano adaptou-se perfeitamente à sua função religiosa. Este mosteiro-cidade representa uma realização artística sem igual, que influenciou a arquitetura budista no Camboja, com as suas linhas simples e harmoniosas e as suas decorações  esculpidas.

## Galeria

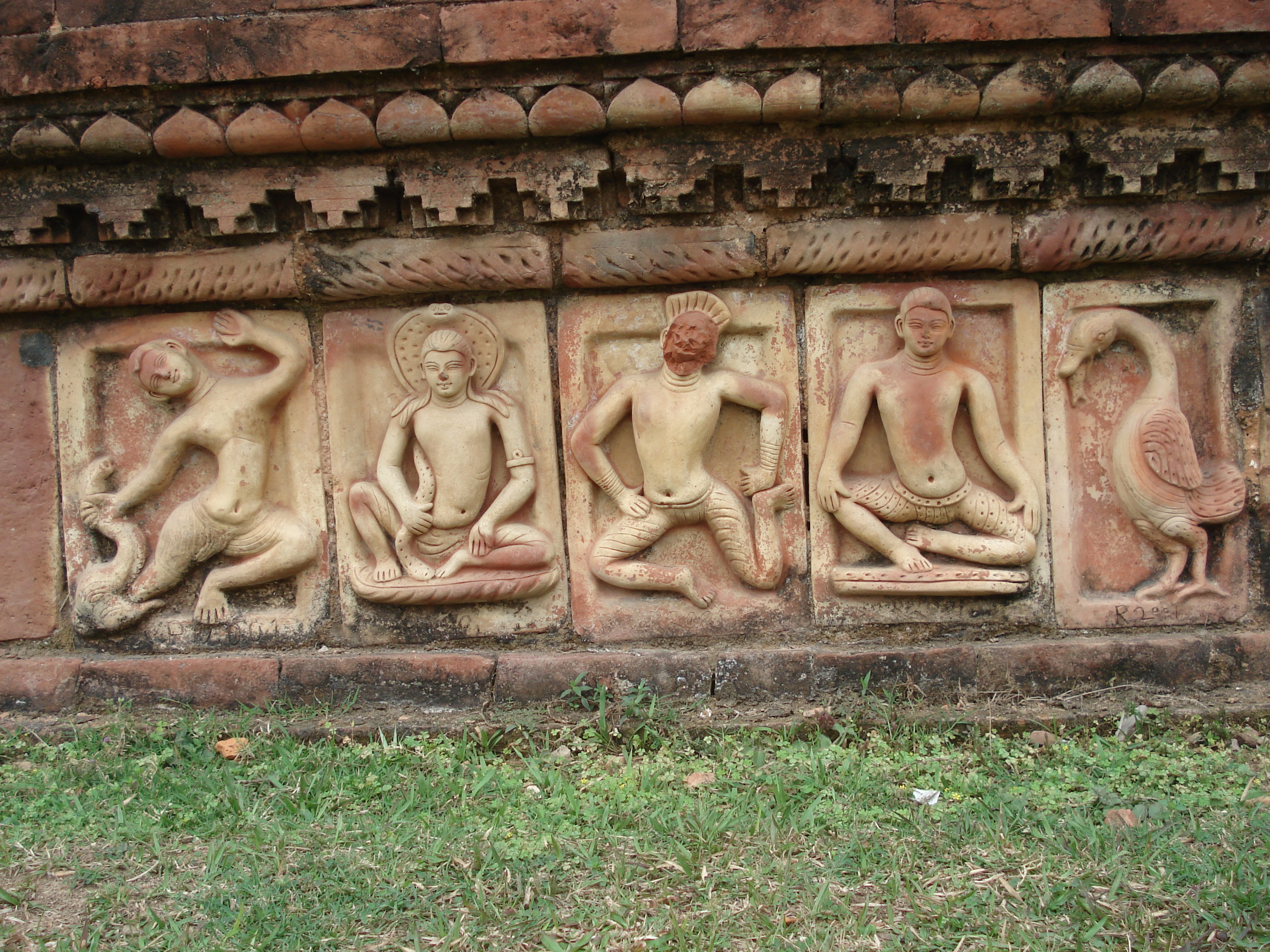
Base do templo central
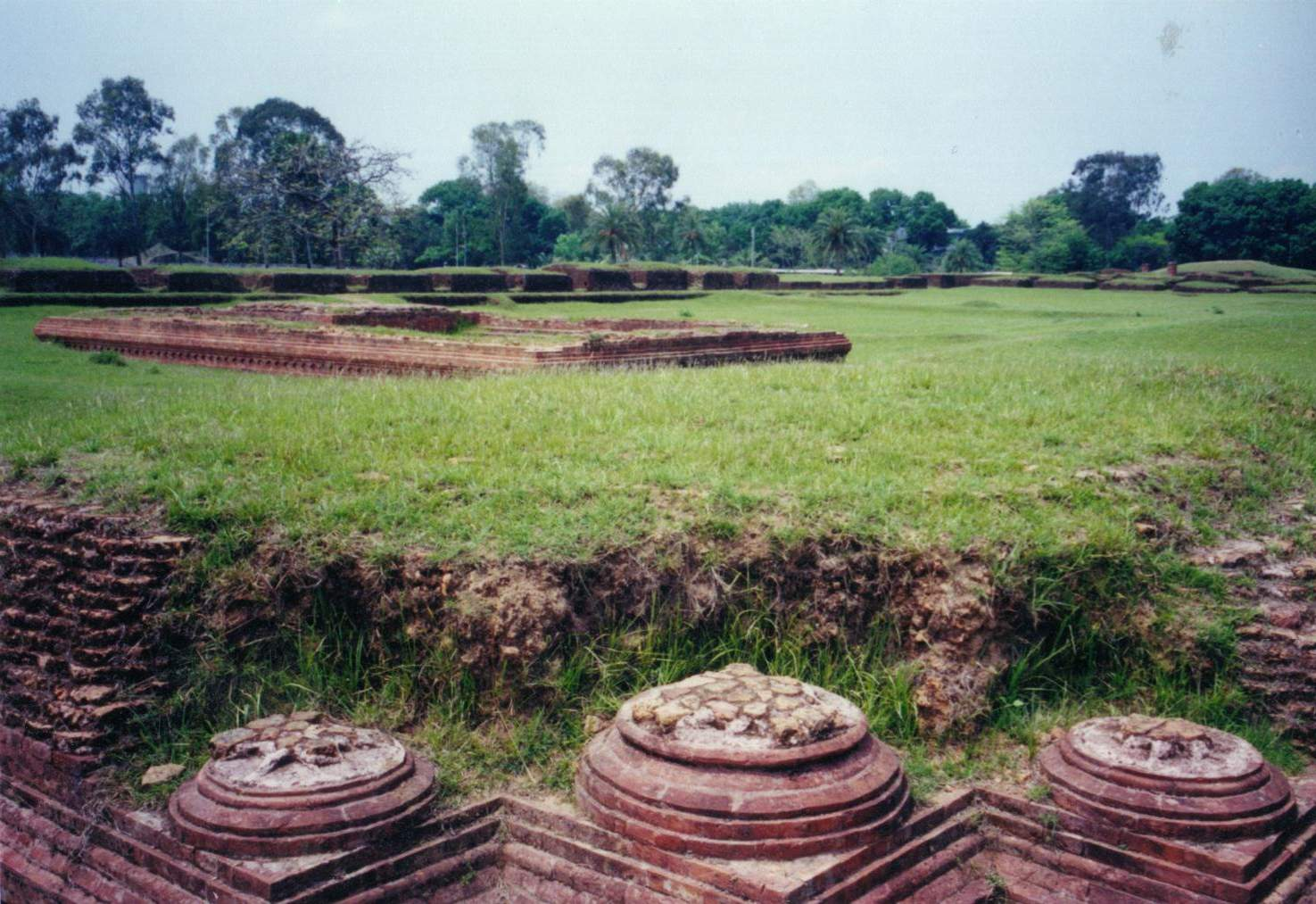
Ruínas do templo secundário
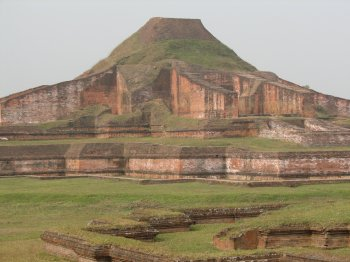
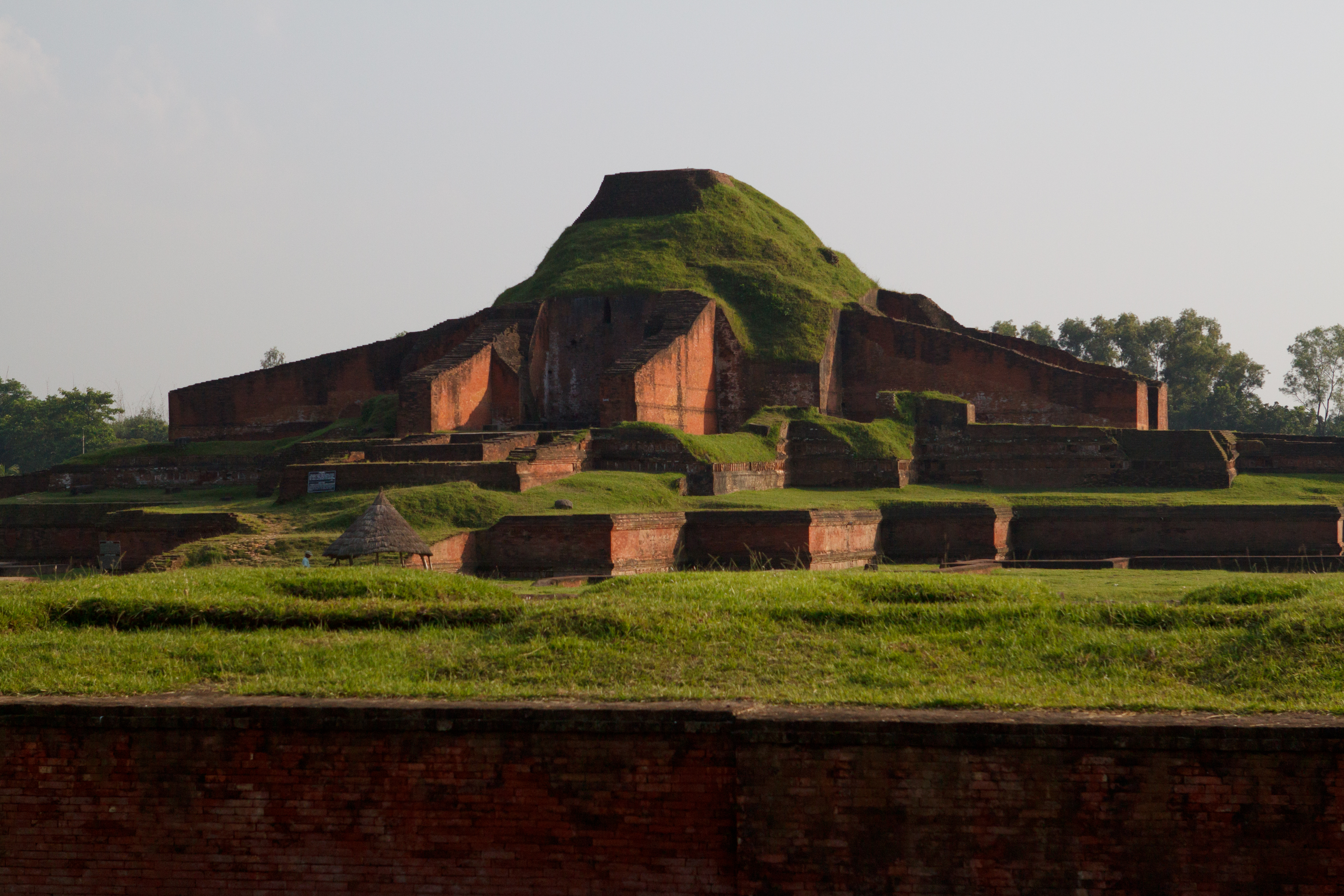
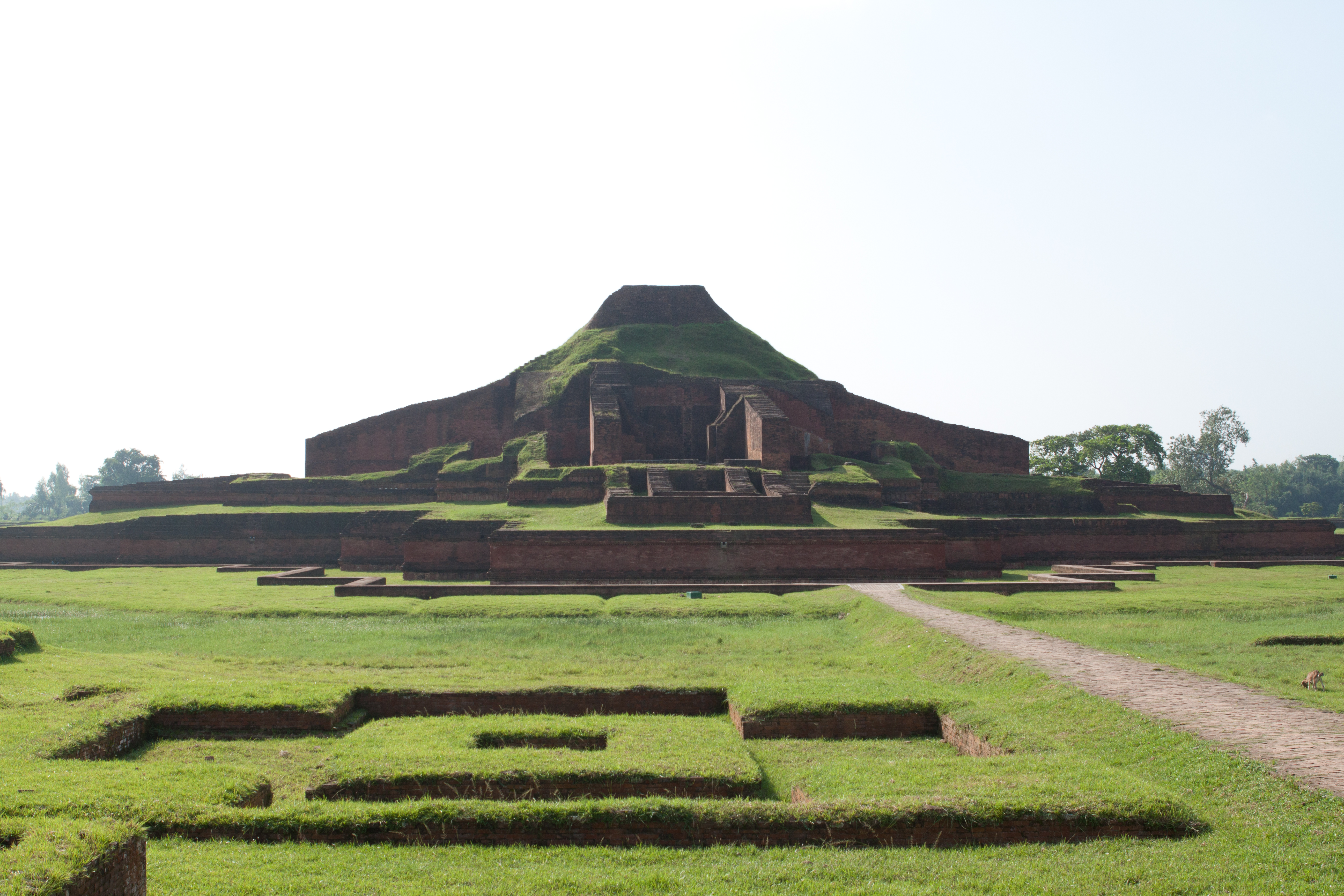
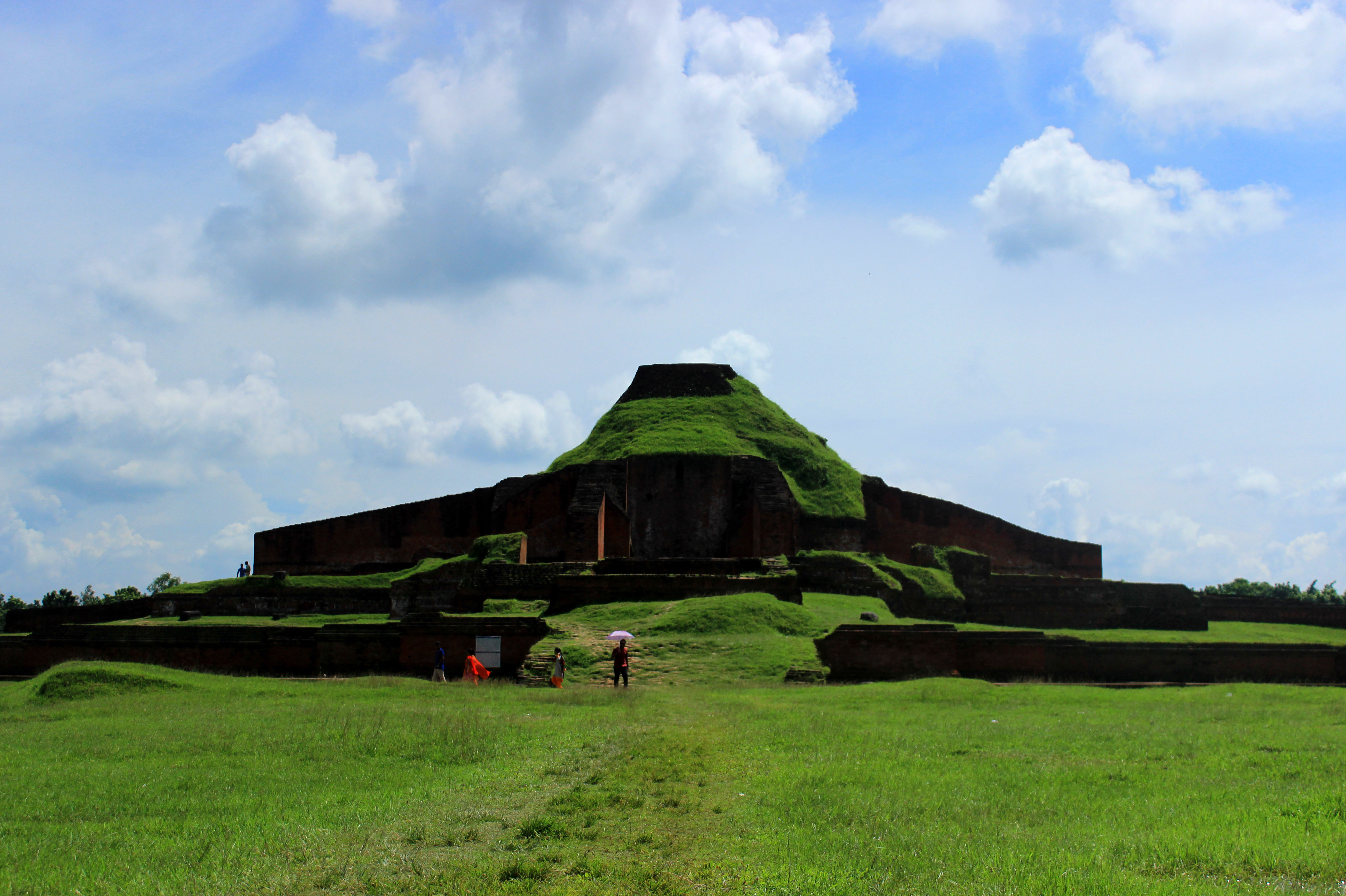
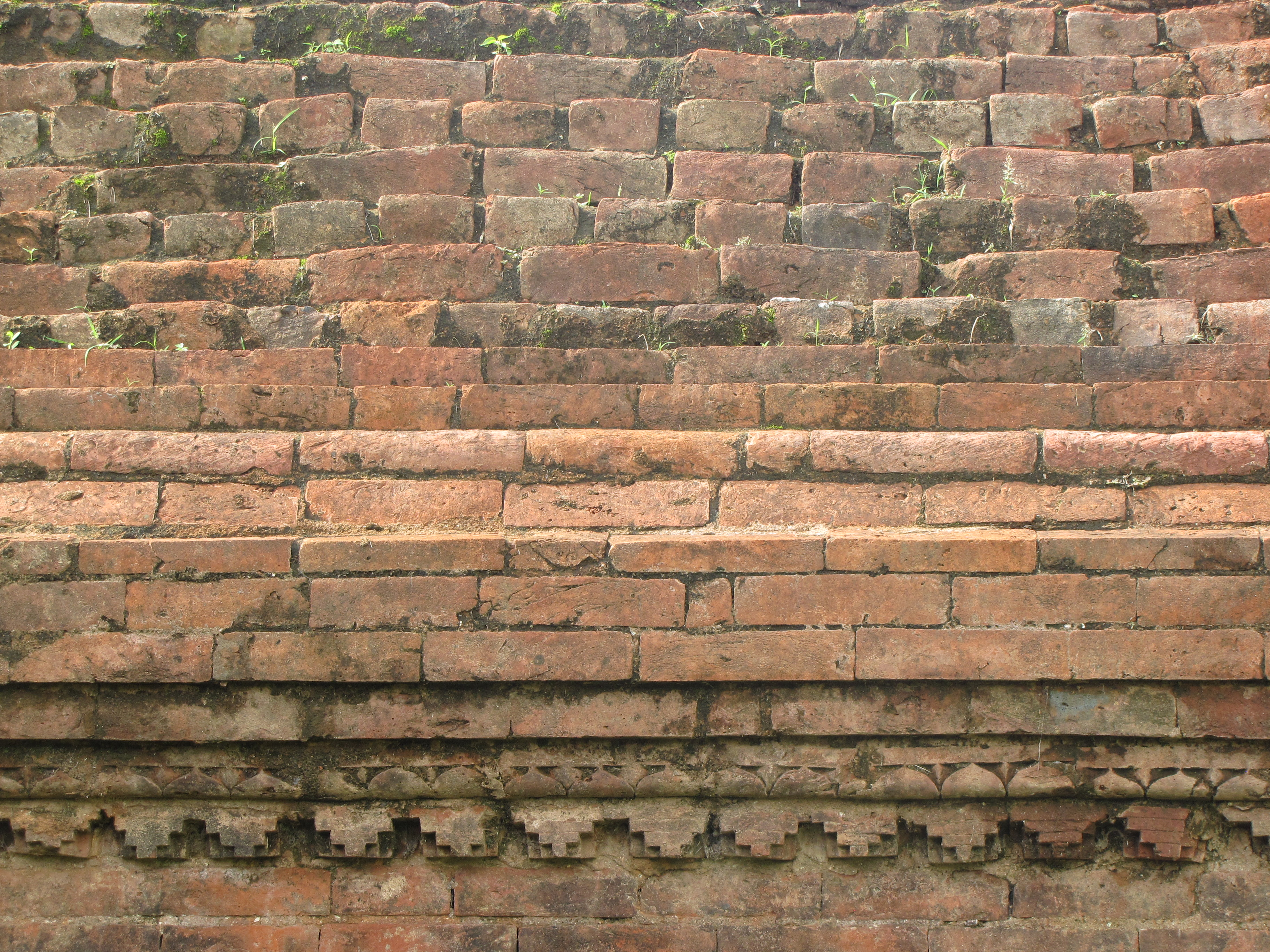